# Faro di Nividic
Il faro di Nividic, situato sull'isola di Ouessant in Bretagna (Francia), non è situato sulla terraferma, bensì su una roccia al largo della Punta di Pern (ci sono altri fari offshore sull'isola: La Jument e Kéreon).

## Storia
È stato scelto questo luogo perché la nebbia che è spesso presente nella zona, oscurava i segnali del vicino faro di Créac'h.
La sua costruzione è iniziata nel 1912, ma la base venne distrutta durante i lavori nel 1920 a causa di una tempesta. I lavori finalmente terminarono nel 1936, non senza difficoltà per le imperverse condizioni meteo della zona.
Inizialmente, il faro era alimentato da corrente elettrica, che giungeva al faro tramite una linea aerea lunga circa 900m (ancor oggi i due piloni sono rimasti visibili nonostante il disuso), ma attualmente funziona grazie all'energia solare generata da pannelli solari sistemati sulla sua sommità.

### Siti internet
- (FR) Ufficio del Turismo dell'Isola di Ouessant, su ot-ouessant.fr.
- faro di Han: sito dedicato ai fari, su farodihan.it. URL consultato il 1º novembre 2006 (archiviato dall'url originale il 13 marzo 2005).
- (FR) alcune belle foto su Nividic, su robert.carceller.free.fr.